# Westwoodilla brevicalcar
Westwoodilla brevicalcar är en kräftdjursart som beskrevs av Goës 1866. Westwoodilla brevicalcar ingår i släktet Westwoodilla och familjen Oedicerotidae. Inga underarter finns listade i Catalogue of Life.